# 石子山站
石子山站是位于重庆市北碚区石子山的一个铁路车站，邮政编码400700。车站建于2006年，有遂渝铁路经过该站，现仅办货运业务，不办理客运业务。车站及其上下行区间均已电气化。车站隶属成都铁路局重庆北车务段，是四等站。